# Manteigas
Manteigas, "Coração da Serra da Estrela‎", é uma vila portuguesa, sede do Município de Manteigas pertencente ao Distrito da Guarda, na antiga província da Beira Alta, região do Centro (Região das Beiras) e sub-região das Beiras e Serra da Estrela. A zona urbana da vila divide-se pelas freguesias de Santa Maria e São Pedro.
O Município de Manteigas com 121,98 km² de área e 2 938 habitantes (2023) é composto por 4 freguesias. O município é limitado a noroeste pelo município de Gouveia, a leste pela Guarda, a sueste pela Covilhã e a oeste por Seia.
No Município de Manteigas nasce o rio Zêzere. É aqui que se encontra a Torre da Serra da Estrela, o Vale Glaciário do Zêzere, o Cântaro Magro, a rota das faias, e o Poço do Inferno. Manteigas é a sede do UNESCO Estrela Geopark e é a sede do Parque Natural da Serra da Estrela.
Manteigas é, juntamente com Covilhã e Seia, um dos municípios que partilham o ponto mais elevado de Portugal Continental, a Torre da Serra da Estrela. 
A vila de Manteigas pertence à rede de Aldeias de Montanha.

## História
A vila de Manteigas teve foral outorgado por D. Sancho I (cerca de 1188). Teve novo foral outorgado por D. Manuel I em 1514. Desde a sua fundação, Manteigas sempre foi sede de Concelho, apenas entre os anos de 1896 e 1898 perdeu a sua autonomia para a Guarda. O poder concelhio foi retomado pela intervenção do industrial Joaquim Pereira de Mattos, proprietário da Fábrica de Lanifícios de São Gabriel.	

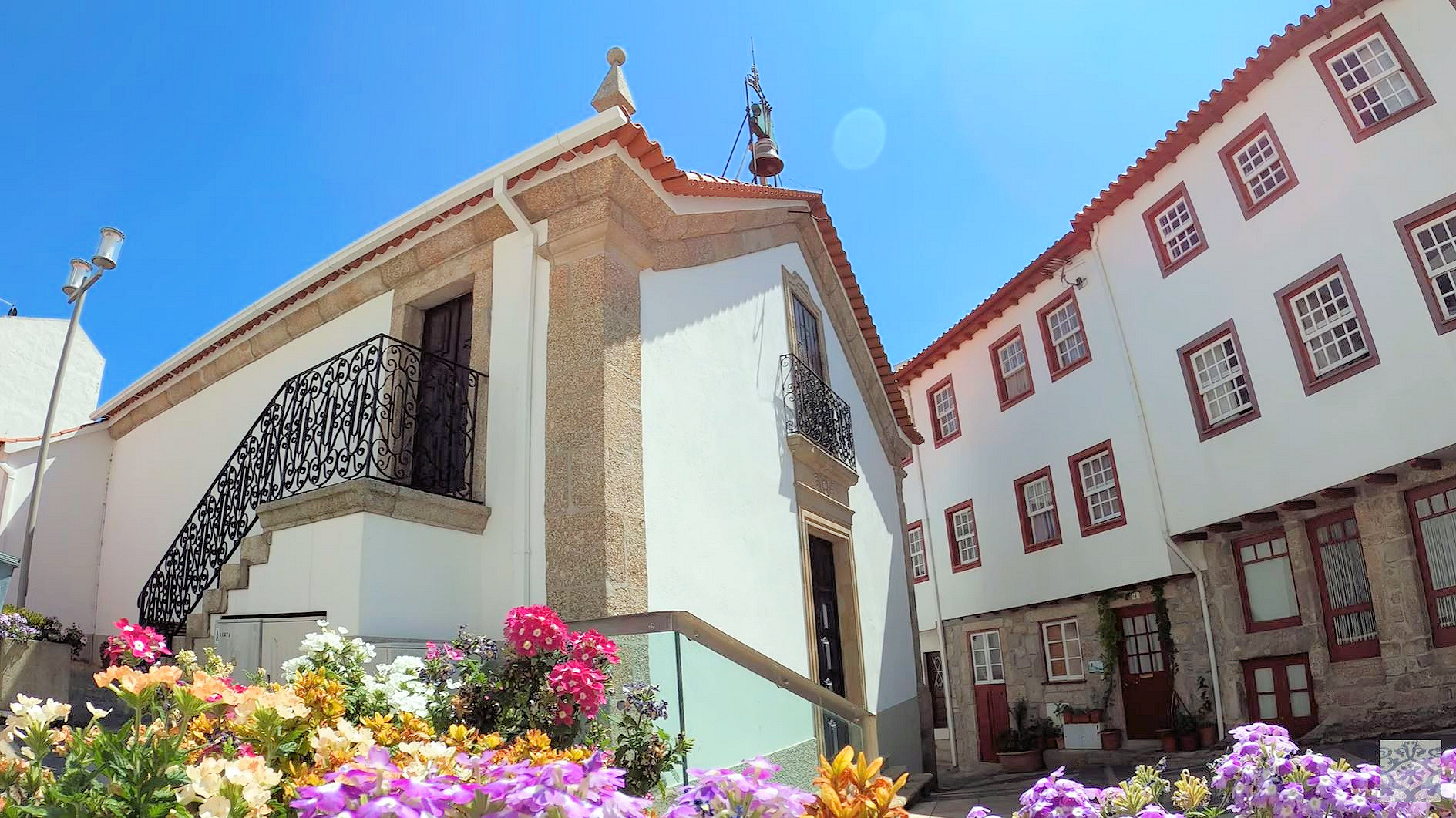
Igreja da Misericórdia (Antiga Igreja de São João Baptista), Manteigas, Serra da Estrela

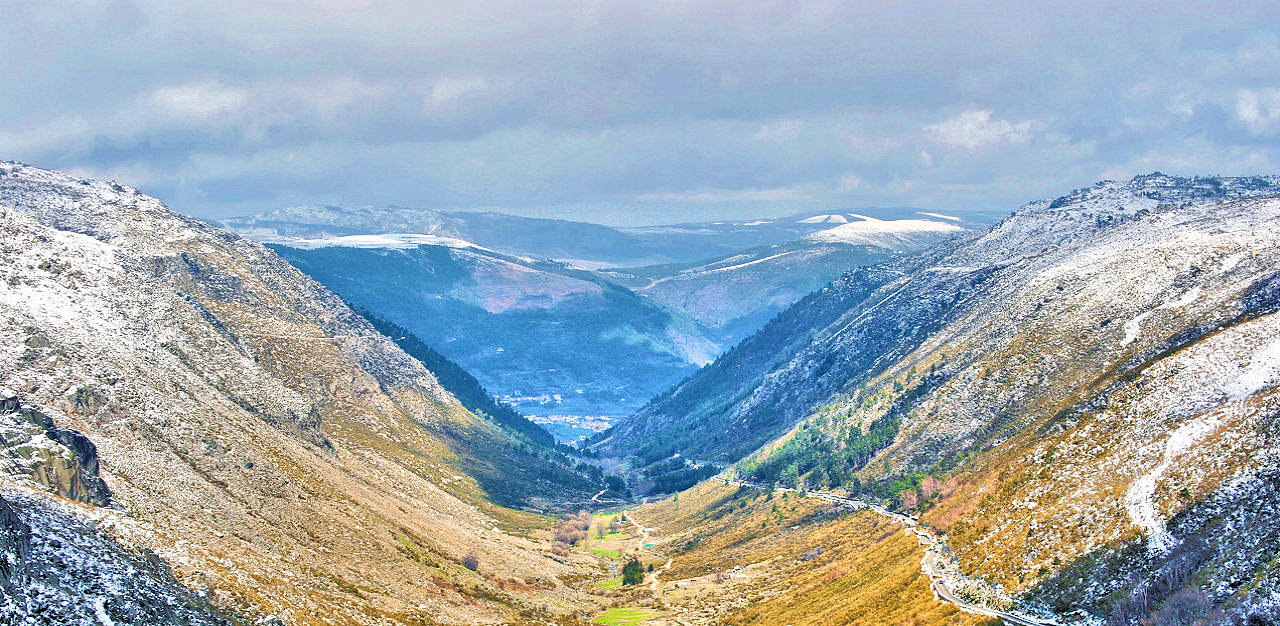
Vale glaciário do Zêzere, Manteigas, Coração da Serra da Estrela

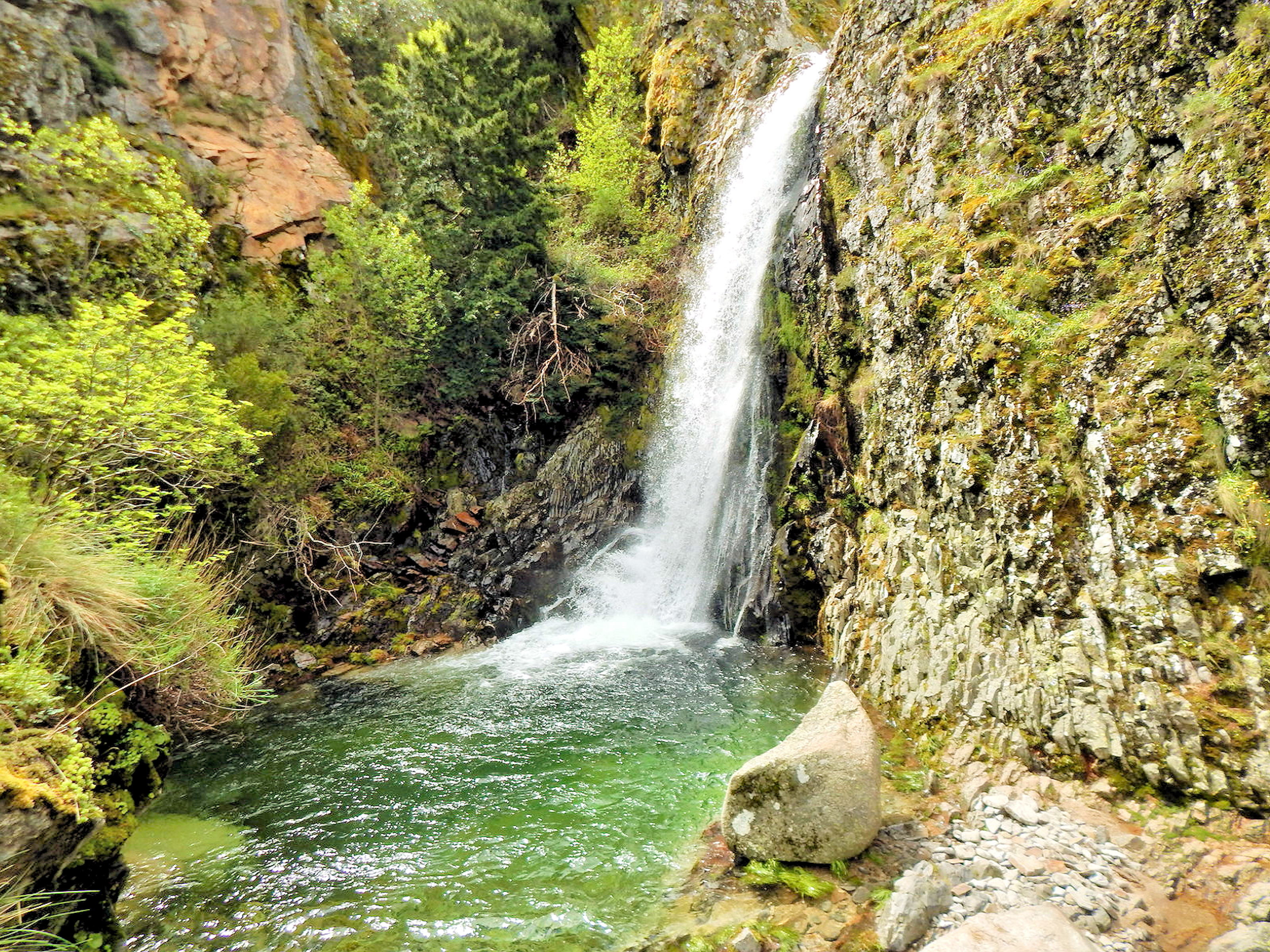
Poço do Inferno, Manteigas, Coração da Serra da Estrela

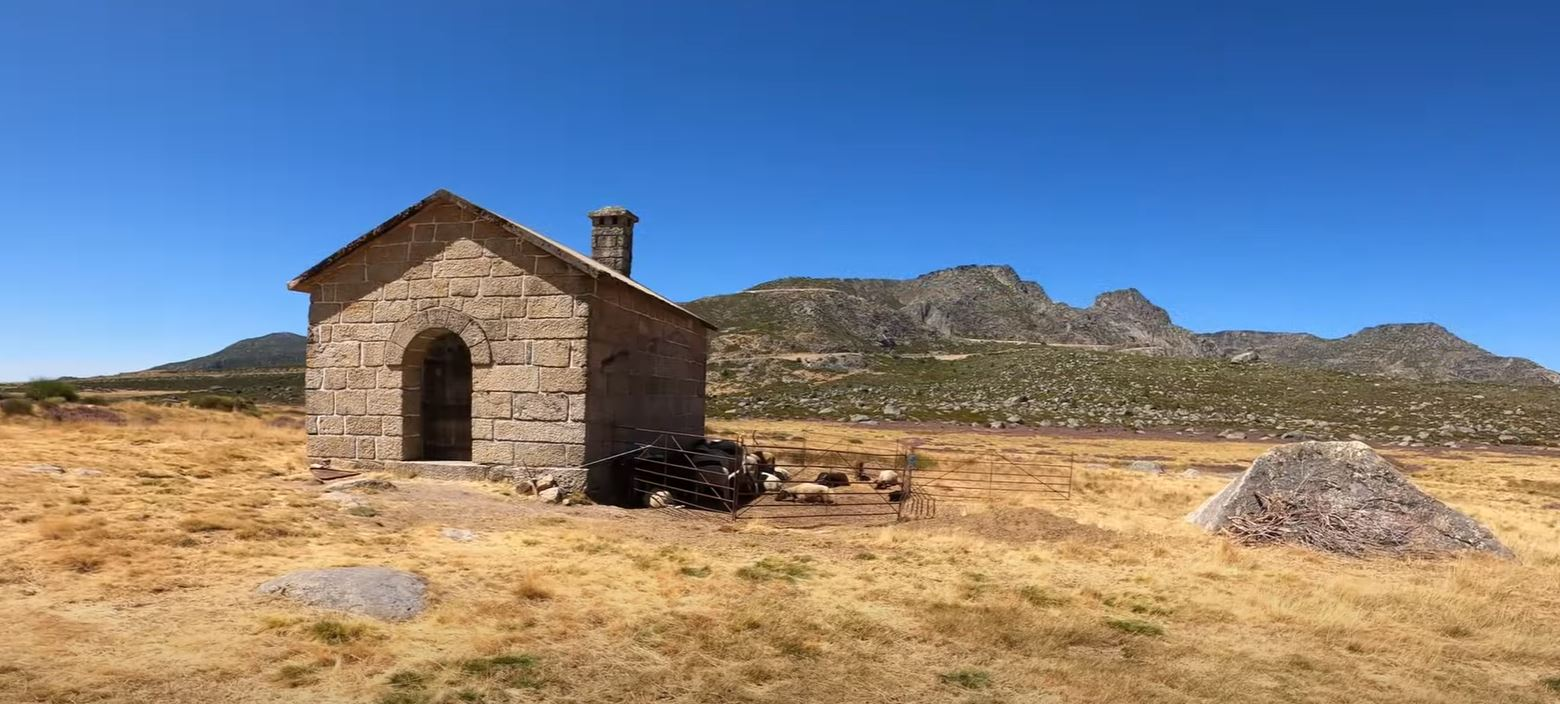
Ovelhas na Nave de Santo António da Argenteira, Manteigas, Serra da Estrela

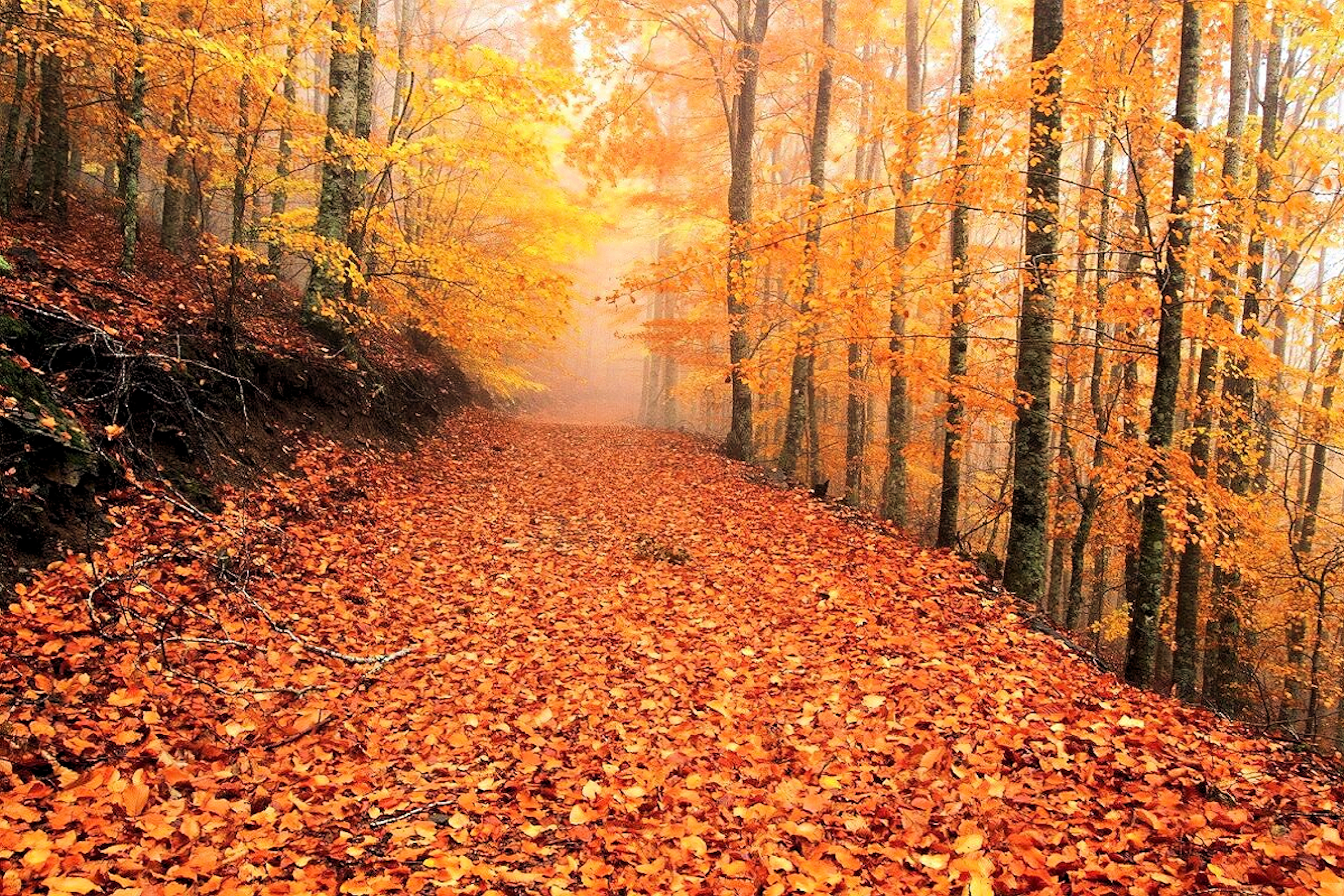
Rota das Faias, Manteigas, Serra da Estrela

## Localização e paisagem

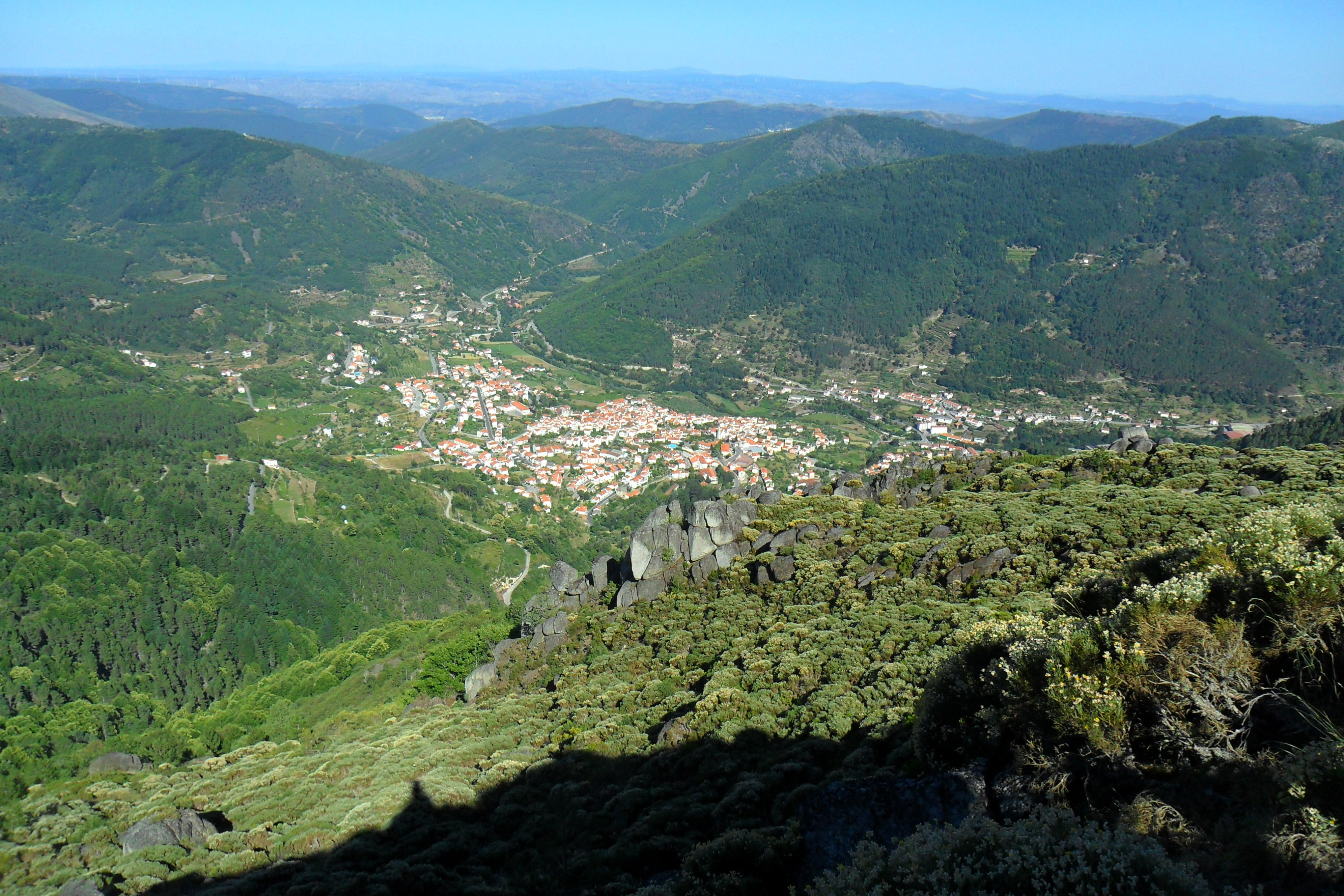
Vista geral de Manteigas.

Rodeada por grandiosas paisagens, a vila de Manteigas fica em plena cadeia montanhosa da Serra da Estrela, a mais elevada em Portugal Continental, por isso é também conhecida como o Coração da Serra da Estrela.
É também no município de Manteigas que fica localizada a formação geológica das Penhas Douradas, que também designa uma localidade situada nas imediações.
Manteigas está localizada em pleno Vale Glaciário do Zêzere, que com a sua forma perfeita em 'U' é um dos melhores exemplos da modelação da paisagem pelos glaciares. A zona fica também frequentemente coberta de neve no inverno e eventualmente no início da primavera.
Bem perto da vila, encontra-se o Poço do Inferno, que é, de há longa data, um dos ex-libris da Serra da Estrela.

## Freguesias

Freguesias do município de Manteigas.

O município de Manteigas está subdividido em 4 freguesias:
- Sameiro
- Santa Maria
- São Pedro
- Vale de Amoreira

## Património
O município de Manteigas possui o seguinte património edificado:
- Casa das Obras (Solar da família Saraiva Fragoso, freguesia de Santa Maria, arquitetura civil, imóvel de interesse público)[5]
- Casa da Roda (situada nas Caldas de Manteigas, Serra da Estrela)
- Termas de Manteigas (situadas nas Caldas de Manteigas, Serra da Estrela)
- Viveiro das Trutas (situado nas Caldas de Manteigas, Serra da Estrela) — ver no mapa[6]
- Chafariz monumental da Nave de Santo António da Argenteira
- Igreja Matriz de Santa Maria (Santa Maria, Manteigas)
- Igreja de São Pedro (São Pedro, Manteigas)
- Igreja da Misericórdia (Manteigas)
- Antigos Paços do Concelho de Manteigas (prédio do século XVII, que pertenceu aos CTT, e GNR; situados na Praça Luís de Camões)
- Casa Dr. João Isabel (antiga cadeia medieval, adaptada no século XIX)
- Capela de São Lourenço
- Pousada de São Lourenço / Pousada na Serra da Estrela (freguesia de Santa Maria, monumento)[7]
- Capela de Santo André
- Capela de Santo António
- Capela de São Domingos
- Capela de Nossa Senhora de Fátima (São Pedro)
- Capela de Nossa Senhora de Fátima (Santa Maria)
- Capela de Nossa Senhora dos Verdes
- Capela de Nossa Senhora do Carmo (Campo Romão)
- Capela de Santa Luzia (antiga Capela de Santo Estevão)

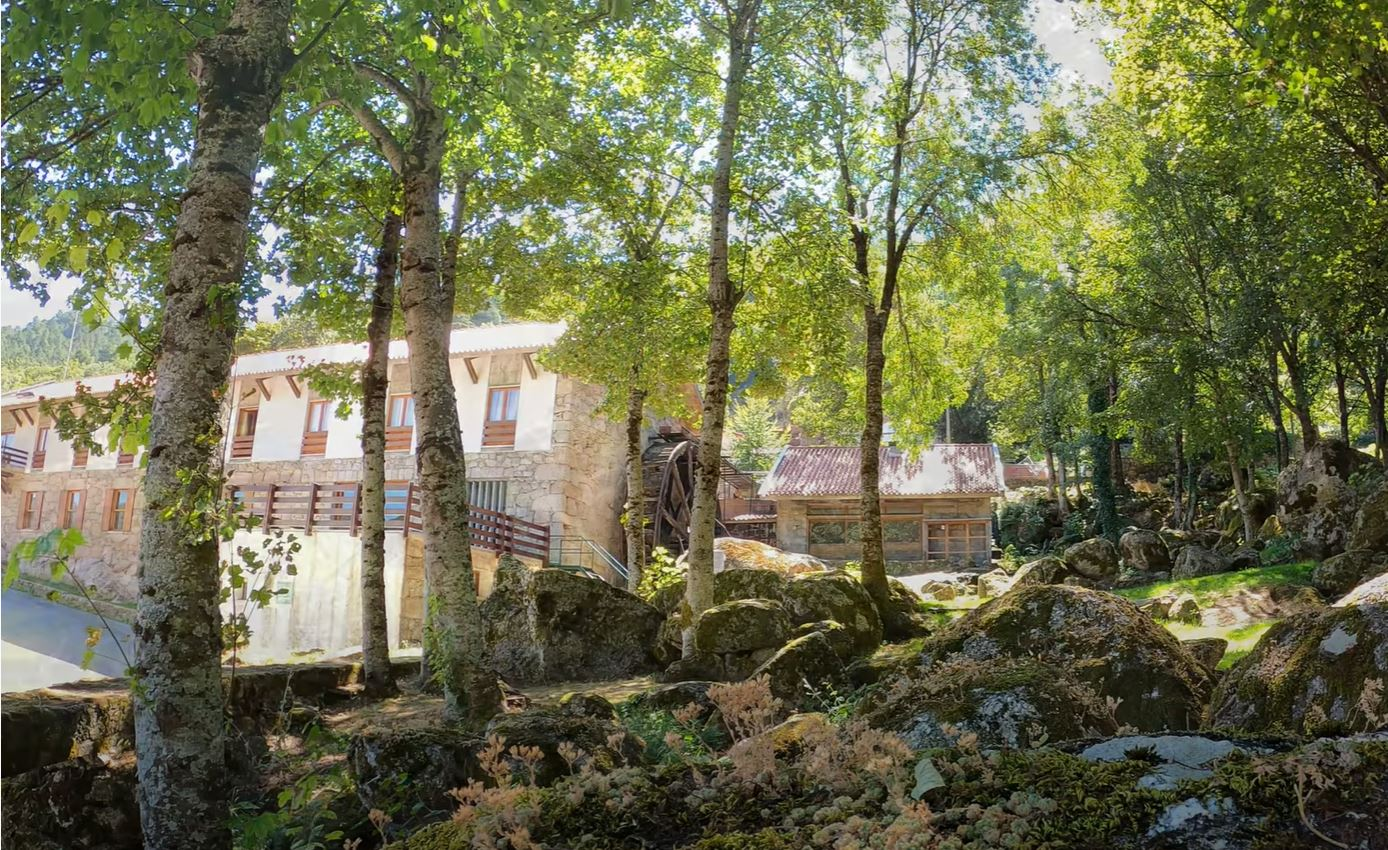
Casa da Roda, Manteigas, Serra da Estrela

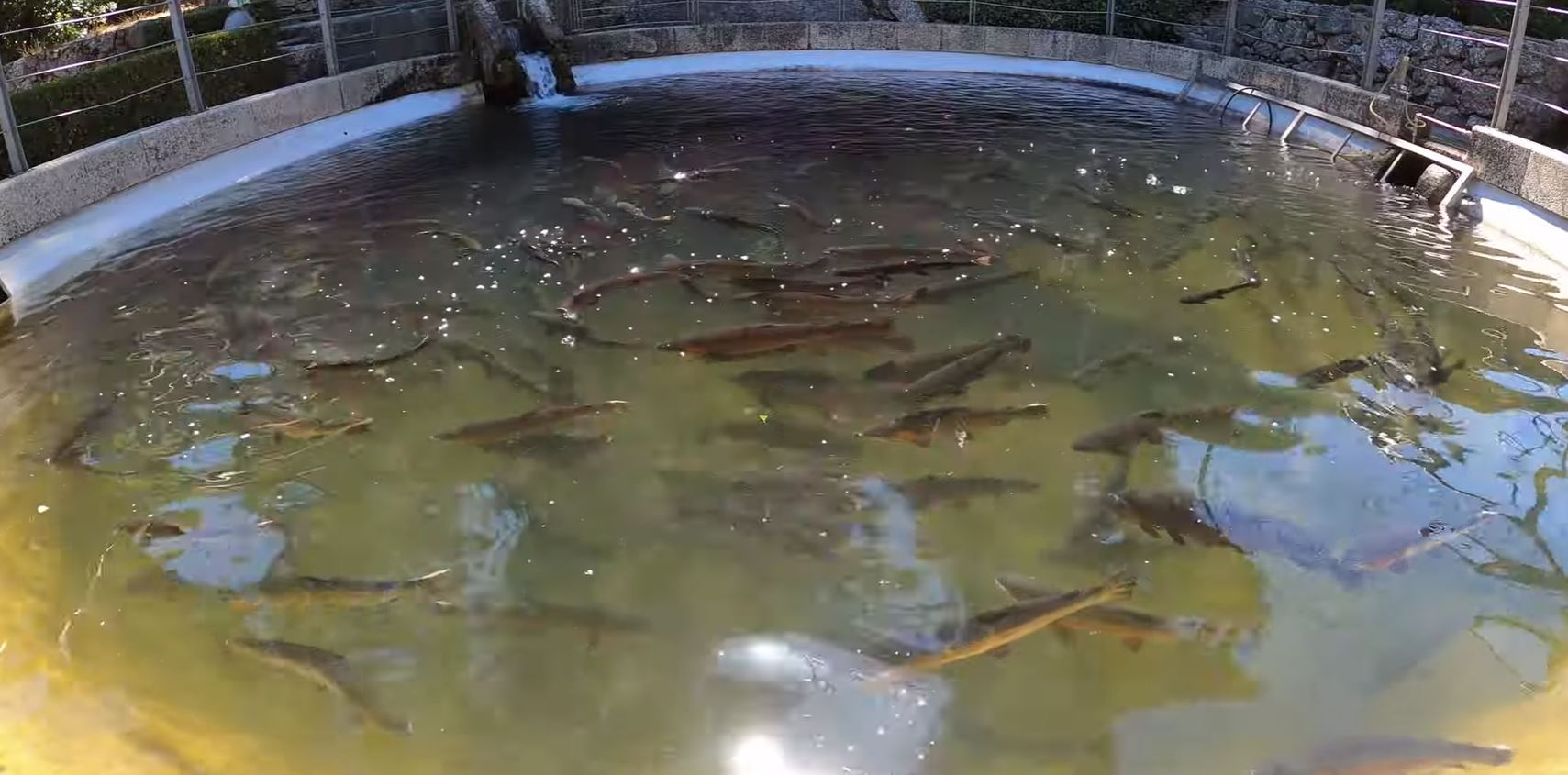
Viveiro das Trutas, Manteigas, Serra da Estrela

Nas aldeias de Sameiro e Vale de Amoreira:
- Igreja de São João Baptista (Sameiro)
- Igreja de Nossa Senhora da Anunciação (Vale de Amoreira)

## Política

### Eleições autárquicas[8]
| Data | %      | V      | %     | V     | %       | V       | %              | V            | %              | V  | %              | V   | %              | V   | %  | V  | Participação |                |
| Data | CDS-PP | CDS-PP | PS    | PS    | PPD/PSD | PPD/PSD | FEPU/APU/CDU   | FEPU/APU/CDU | AD             | AD | PSN            | PSN | GCE            | GCE | NC | NC | Participação |                |
| ---- | ------ | ------ | ----- | ----- | ------- | ------- | -------------- | ------------ | -------------- | -- | -------------- | --- | -------------- | --- | -- | -- | ------------ | -------------- |
| Data | 1976   | 36,84  | 2     | 32,75 | 2       | 18,63   | 1              | 6,28         | -              |    |                |     |                |     |    |    |              | 61,23 / 100,00 |
| 1979 | AD     | AD     | 33,11 | 2     | AD      | AD      | 20,95          | 1            | 43,14          | 2  | 74,23 / 100,00 |     |                |     |    |    |              |                |
| 1982 | AD     | AD     | 47,50 | 3     | AD      | AD      | 10,62          | -            | 38,03          | 2  | 71,95 / 100,00 |     |                |     |    |    |              |                |
| 1985 | 16,93  | 1      | 72,40 | 4     |         |         | 7,85           | -            |                |    | 77,76 / 100,00 |     |                |     |    |    |              |                |
| 1989 |        |        | 52,47 | 3     | 34,48   | 2       | 10,00          | -            | 72,27 / 100,00 |    |                |     |                |     |    |    |              |                |
| 1993 | 10,07  | -      | 38,31 | 2     | 42,18   | 3       | 5,38           | -            | 1,25           | -  | 73,26 / 100,00 |     |                |     |    |    |              |                |
| 1997 | 22,15  | 1      | 34,34 | 2     | 37,43   | 2       | 3,20           | -            |                |    | 73,15 / 100,00 |     |                |     |    |    |              |                |
| 2001 |        |        | 40,66 | 2     | 51,48   | 3       | 4,26           | -            | 72,15 / 100,00 |    |                |     |                |     |    |    |              |                |
| 2005 | 46,71  | 2      | 46,74 | 3     | 2,71    | -       | 72,48 / 100,00 |              |                |    |                |     |                |     |    |    |              |                |
| 2009 | 54,02  | 3      | 41,27 | 2     | 2,30    | -       | 71,30 / 100,00 |              |                |    |                |     |                |     |    |    |              |                |
| 2013 | 44,74  | 2      | 46,79 | 3     | 3,97    | -       | 66,60 / 100,00 |              |                |    |                |     |                |     |    |    |              |                |
| 2017 | 0,68   | -      | 39,75 | 2     | 35,82   | 2       | 3,08           | -            | 16,73          | 1  | 68,03 / 100,00 |     |                |     |    |    |              |                |
| 2021 |        |        | 28,11 | 2     | 26,76   | 1       | 1,40           | -            | 34,14          | 2  | 6,71           | -   | 71,04 / 100,00 |     |    |    |              |                |

### Eleições legislativas
| Data | %     | %     | %     | %    | %     | %     | %        | %     | %    | %     | %    | %   | %       | % | %  | %  |
| Data | PS    | CDS   | PSD   | PCP  | UDP   | AD    | APU/ CDU | FRS   | PRD  | PSN   | B.E. | PAN | PSD CDS | L | CH | IL |
| ---- | ----- | ----- | ----- | ---- | ----- | ----- | -------- | ----- | ---- | ----- | ---- | --- | ------- | - | -- | -- |
| 1976 | 35,26 | 29,84 | 16,86 | 4,50 | 0,74  |       |          |       |      |       |      |     |         |   |    |    |
| 1979 | 30,92 | AD    | AD    | APU  | 1,39  | 42,08 | 17,30    |       |      |       |      |     |         |   |    |    |
| 1980 | FRS   | AD    | AD    | APU  | 0,86  | 44,14 | 15,47    | 31,09 |      |       |      |     |         |   |    |    |
| 1983 | 38,81 | 22,06 | 17,84 | APU  | 0,65  |       | 14,84    |       |      |       |      |     |         |   |    |    |
| 1985 | 22,76 | 16,37 | 16,21 | APU  | 1,33  | 13,80 | 21,98    |       |      |       |      |     |         |   |    |    |
| 1987 | 29,16 | 7,35  | 41,34 | CDU  | 0,63  | 11,83 | 3,97     |       |      |       |      |     |         |   |    |    |
| 1991 | 34,79 | 3,63  | 45,23 | CDU  |       | 6,86  | 0,73     | 2,20  |      |       |      |     |         |   |    |    |
| 1995 | 47,99 | 13,94 | 27,32 | CDU  | 0,43  | 6,34  |          | 0,43  |      |       |      |     |         |   |    |    |
| 1999 | 48,33 | 9,42  | 29,88 | CDU  |       | 7,80  |          | 0,88  |      |       |      |     |         |   |    |    |
| 2002 | 41,11 | 10,73 | 37,07 | CDU  | 6,28  | 1,21  |          |       |      |       |      |     |         |   |    |    |
| 2005 | 53,83 | 4,64  | 25,72 | CDU  | 6,52  | 3,58  |          |       |      |       |      |     |         |   |    |    |
| 2009 | 42,93 | 8,14  | 27,51 | CDU  | 6,14  | 9,23  |          |       |      |       |      |     |         |   |    |    |
| 2011 | 34,92 | 9,34  | 37,88 | CDU  | 6,84  | 4,08  | 0,15     |       |      |       |      |     |         |   |    |    |
| 2015 | 40,82 | PSD   | CDS   | CDU  | 6,49  | 9,21  | 0,27     | 34,88 | 0,27 |       |      |     |         |   |    |    |
| 2019 | 44,62 | 3,32  | 25,29 | CDU  | 4,55  | 10,71 | 1,72     |       | 0,18 | 0,98  | 0,68 |     |         |   |    |    |
| 2022 | 51,39 | 1,27  | 27,38 | CDU  | 3,55  | 4,88  | 0,70     | 0,19  | 5,96 | 2,28  |      |     |         |   |    |    |
| 2024 | 39,41 | AD    | AD    | CDU  | 25,26 | 3,11  | 4,55     | 0,86  | 1,55 | 17,95 | 2,47 |     |         |   |    |    |

## Equipamentos
- Centro Cívico da Câmara Municipal
- Pavilhão do Centro Cívico de Manteigas
- Estádio Municipal Engenheiro Barjona de Freitas

## Gastronomia local
Um dos pratos típicos de Manteigas designa-se por "Feijoca de Manteigas", sendo composto por feijoca guisada com carnes de porco. A feijoca de Manteigas, variedade de feijão graúdo que é cultivada em altitude e regada pelas águas da bacia do Zêzere, tem um sabor único, de textura aveludada.

## Clube de Futebol
Associação Desportiva de Manteigas é um clube de futebol português sediado em Manteigas, fundado em 1977. Os seus jogos em casa são disputados no Estádio Municipal Engenheiro Barjona de Freitas.
| Presidente | Vítor Fernando Pinheiro Graça |
| Treinador  | Joel Luís                     |
| Competição | 1ª Divisão da AF Guarda       |

## População
| Número de habitantes *                   | Número de habitantes * | Número de habitantes * | Número de habitantes * | Número de habitantes * | Número de habitantes * | Número de habitantes * | Número de habitantes * | Número de habitantes * | Número de habitantes * | Número de habitantes * | Número de habitantes * | Número de habitantes * | Número de habitantes * | Número de habitantes * | Número de habitantes * |
| ---------------------------------------- | ---------------------- | ---------------------- | ---------------------- | ---------------------- | ---------------------- | ---------------------- | ---------------------- | ---------------------- | ---------------------- | ---------------------- | ---------------------- | ---------------------- | ---------------------- | ---------------------- | ---------------------- |
| 1864                                     | 1878                   | 1890                   | 1900                   | 1911                   | 1920                   | 1930                   | 1940                   | 1950                   | 1960                   | 1970                   | 1981                   | 1991                   | 2001                   | 2011                   | 2021                   |
| 2 855                                    | 3 300                  | 3 802                  | 4 134                  | 4 073                  | 3 802                  | 4 080                  | 4 863                  | 5 390                  | 5 276                  | 4 717                  | 4 493                  | 4 192                  | 4 094                  | 3 430                  | 2 909                  |
| Número de habitantes por Grupo Etário ** |                        |                        |                        |                        |                        |                        |                        |                        |                        |                        |                        |                        |                        |                        |                        |
|                                          |                        |                        | 1900                   | 1911                   | 1920                   | 1930                   | 1940                   | 1950                   | 1960                   | 1970                   | 1981                   | 1991                   | 2001                   | 2011                   | 2021                   |
| 0-14 Anos                                | 0-14 Anos              | 0-14 Anos              | 1 524                  | 1 514                  | 1 364                  | 1 397                  | 1 790                  | 1 807                  | 1 678                  | 1 355                  | 993                    | 877                    | 612                    | 343                    | 214                    |
| 15-24 Anos                               | 15-24 Anos             | 15-24 Anos             | 686                    | 657                    | 608                    | 747                    | 767                    | 950                    | 959                    | 760                    | 847                    | 601                    | 546                    | 354                    | 240                    |
| 25-64 Anos                               | 25-64 Anos             | 25-64 Anos             | 1 674                  | 1 638                  | 1 585                  | 1 692                  | 1 974                  | 2 194                  | 2 234                  | 2 000                  | 1 997                  | 2 207                  | 2 063                  | 1 745                  | 1 355                  |
| = ou > 65 Anos                           | = ou > 65 Anos         | = ou > 65 Anos         | 168                    | 179                    | 210                    | 287                    | 292                    | 383                    | 405                    | 545                    | 656                    | 770                    | 873                    | 988                    | 1 100                  |

- Número de habitantes "residentes", ou seja, que tinham a residência oficial neste município à data em que os censos se realizaram.

- - De 1900 a 1950 os dados referem-se à população "de facto", ou seja, que estava presente no município à data em que os censos se realizaram. Daí que se registem algumas diferenças relativamente à designada população residente.)